# Волго-фински езици
Волго-финските езици са група угро-фински езици, които се говорят в Поволжието в съвременна Русия.
Те включват следните езици:
- марийски език
- мордовски езици
  - ерзянски език
  - мокшански език
  - шокшански език

Мъртви волго-фински езици, чиято класификация е неясна, са:
- мерянски език
- мешчерски език
- муромски език